# Pompoko
Pompoko (平成狸合戦ぽんぽこ Heisei Tanuki Gassen Ponpoko?, lit. La guerra de los mapaches Heisei Pompoko) es una película de animación japonesa producida por Studio Ghibli, dirigida por Isao Takahata y estrenada en Japón el 16 de julio de 1994. Es la tercera película de Takahata con Studio Ghibli, tras La tumba de las luciérnagas (1988) y Recuerdos del ayer (1991). Además, es el noveno largometraje del estudio.
La película está ambientada en un entorno típico y folclórico japonés. De hecho, para la realización del doblaje en inglés tuvieron algunas dificultades debido a jergas y localismos propios del idioma. Los protagonistas son tanuki, o perros mapache típicos de Japón.

## Argumento
Según cuenta la tradición popular, los tanuki, una raza de perro japonés que tiene similitud con el mapache, poseen la habilidad de transformarse en humanos o en otras criaturas con sólo desearlo. Cuando una familia de estos animales descubre que los hombres están acabando con el bosque donde viven para construir una nueva urbanización, se preparan para combatirlos haciendo uso de todo su poder y de sus habilidades en una guerra como nunca antes se ha visto.

## Producción
La idea de realizar una película con tanuki le surgió a Hayao Miyazaki, que se lo sugirió a Isao Takahata, quien decidió hacer el guion y la película él mismo, tras la exitosa recepción por parte del público y de la crítica que tuvieron sus películas anteriores con el estudio (La tumba de las luciérnagas y Recuerdos del ayer). Además, Takahata deseaba hacer un género distinto al drama, deseo que siguió con su siguiente producción en Studio Ghibli, Mis vecinos los Yamada.
Visualmente, los tanuki en esta película son representados de tres maneras durante la película: como animales realistas (ver Nyctereutes procyonoides), como animales antropomorfos que visten de vez en cuando, y como figuras caricaturizadas. Takahata, para realizar las formas caricaturizadas, se basó en el estilo del mangaka Shigeru Sugiura (de quien Takahata es un gran admirador). Así, en la película, tienden a asumir su forma realista cuando son vistos por seres humanos, su forma caricaturizada cuando están haciendo algo extraño o divertido, y su forma antropomorfa durante casi toda la película.

## Reparto de voces
| Personaje           | Seiyū              | Actores de voz             | Actores de voz            | Actores de voz           |
| ------------------- | ------------------ | -------------------------- | ------------------------- | ------------------------ |
| Narrador            | Shinchō Kokontei   | Miguel Ángel Reza          | Alfonso Laguna            | Maurice LaMarche         |
| Sōkichi             | Makoto Nonomura    | Héctor Rocha               | Peralta del Villar        | Jonathan Taylor Thomas   |
| Oroku               | Nijiko Kiyokawa    | Clemen Larumbe             | Marisa Marco              | Tress MacNeille          |
| Ponkichi            | Kobuhei Hayashiya  | Víctor Kuri                | Luis Miguel Cajal         | David Oliver Coen        |
| Seizaemon           | Norihei Miki       | Alan Prieto                | Francisco Javier Martínez | J.K. Simmons             |
| Tamasaburo          | Akira Kamiyama     | Erik Osorio                | Fernando Serna            | Wally Kurth              |
| Sasuke              | Megumi Hayashibara | Rommy Mendoza              | Pilar Coronado            | Marc Donato              |
| Reverendo Tsurugame | Kōsan Yanagiya     | Carlos Becerril            | Eduardo Moreno            | Adam Wyllie              |
| Gonta               | Shigeru Izumiya    | Chayanne (Monterrey Sazón) | Pedro Tena                | Clancy Brown             |
| Kincho Daimyioujin  | Beichō Katsura     | Rafael Quijano             | Luis Mas                  | Jeff Bennett             |
| Bunta               | Takehiro Murata    | Hugo Rodríguez             | Jordi Estupiñá            | Kevin Michael Richardson |
| Otama               | Yorie Yamashita    | Marisol Castro             | María Jesús Varona        | Russi Taylor             |
| Yamashino Hage      | Bunshi Katsura     | Bernardo Rodríguez         | Roberto Cuenca Martínez   | Brian George             |
| Koharu              | Yumi Kuroda        | Marisol Castro             | Idoia Fernández           | Olivia d'Abo             |
| Ryutaro             | Akira Fukuzawa     | Mario Hernández            | Fran Jiménez              | John DiMaggio            |
| Kiyo                | Shigeru Muroi      | Desirée Sandoval           | Marta García Gallego      | Jillian Bowen            |

Nota sobre el doblaje: El doblaje al español hispanoamericano se hizo tanto en los estudios de Provideo S.A., productora local de doblajes radicada en Bogotá, Colombia, bajo encargo del canal de Cinema +, como en los estudios mexicanos de ZIMA Dubbing Studio, para el CONACULTA y su espacio televisivo (Canal 22).

## Distribución y acogida mundial
En su estreno en Japón en julio de 1994, Pompoko consiguió convertirse en número uno de la taquilla japonesa recaudando 2,63 billones de yenes en su primera semana, superando con creces a la anterior producción de Takahata, Recuerdos del ayer. Debido a su singularidad como película y una visión romántica de la pérdida de las tradiciones frente a la actualización de la sociedad japonesa, Pompoko es el segundo gran éxito de Isao Takahata con Studio Ghibli, tras La tumba de las luciérnagas. Tal fue el reconocimiento entre público y crítica que fue la primera película de animación japonesa seleccionada para representar a Japón en los Premios Óscar, en la categoría de Mejor película de habla no inglesa del año 1994. Si bien no logró el apoyo necesario para entrar dentro de las cinco nominaciones, esto sirvió de precedente para futuras cintas animadas como La princesa Mononoke, también de Studio Ghibli, o la israelí Vals con Bashir. Asimismo, también sirvió de precedente para El viaje de Chihiro, que logró el Óscar a Mejor película de animación, y para El castillo ambulante, que recibió una nominación, y Ponyo en el acantilado, que estuvo dentro de las posibles candidatas. La película fue premiada en 1995 con el premio Cristal al Mejor Largometraje en el Festival Internacional de Cine de Animación de Annecy, Francia, festival donde un año antes había ganado otra película del estudio, Porco Rosso.
Su distribución internacional tardó diez años, aunque su retraso no fue tan tardío como otras producciones de Isao Takahata para Studio Ghibli. En Estados Unidos, la película fue estrenada directamente en DVD en agosto de 2005 dentro del catálogo Ghibli de Disney; además, fue lanzada también otra producción de Takahata, Mis vecinos los Yamada. En Hispanoamérica, la película fue estrenada directamente en DVD en enero de 2011 en México gracias a la distribuidora Zima Entertainment.
En Europa, Pompoko fue estrenada de manera fragmentada. Los primeros países donde fue estrenada fueron en Francia, Bélgica y Suiza entre enero y febrero de 2005, teniendo un gran éxito en cines franceses. En septiembre de ese mismo año fue presentada en el Festival de Cine del Mar en los Países Bajos. En Alemania y Polonia, Pompoko vio la luz en junio y octubre de 2007, respectivamente. En España, la película fue estrenada directamente en formato DVD el 9 de diciembre de 2009, gracias a la distribuidora Aurum Producciones. En Finlandia, la película fue lanzada en DVD en 2010.